# Poljatsite
Poljatsite (bulgariska: Поляците) är ett distrikt i Bulgarien.   Det ligger i kommunen Obsjtina Dălgopol och regionen Oblast Varna, i den östra delen av landet, 300 km öster om huvudstaden Sofia.
Trakten runt Poljatsite består till största delen av jordbruksmark. Runt Poljatsite är det ganska glesbefolkat, med 43 invånare per kvadratkilometer.